# Oggi in Italia
Oggi in Italia fu una emittente radiofonica che trasmetteva In Italia da Praga, attiva dal 1950 al 1970.

## Storia
Nel 1950, al fine di contrastare l'informazione della ente radiofonico di stato, che allora lavorava in regime di monopolio, il Partito Comunista Italiano, partito all'opposizione dell'allora Governo italiano guidato dalla Democrazia Cristiana, per contrastare l'azienda di stato considerata filogovernativa, fondò una propria stazione radiofonica a Praga; la radio iniziò a trasmettere quotidianamente nel dicembre 1950 sull'intero territorio italiano per circa trenta minuti un programma di informazione diffuso grazie a diverse frequenze destinate alla Cecoslovacchia per le trasmissione verso l'estero.
Nel 1953, dopo anni di sperimentazione, la televisione di stato italiana iniziò le trasmissioni regolari affiancando al già esistente radiogiornale anche un telegiornale quotidiano; nel maggio dello stesso anno nell'intera nazione fu distribuito un volantino anti-Rai, vista come filogovernativa, che pubblicizzava le trasmissioni di una radio alternativa a quella italiana, chiamata “Oggi in Italia”.
La radio riuscì in alcuni momenti storici, come nel 1956, per l'invasione sovietica dell'Ungheria, e nel 1962, per l'accordo fra Kennedy e Krusciov che risolse la crisi dei missili di Cuba, a fornire prima della Rai la notizia in Italia.
Nell'agosto del 1968, presso la sua sede, vi trovarono rifugio i redattori della Radio di Stato cecoslovacca, fuggiti dalla sede di Via Vinohradská, occupata dai sovietici.
Tra i collaboratori di Oggi in Italia vi furono Alessandro Curzi, Carlo Ripa di Meana e Araldo Tolomelli.
A seguito dell'invasione della Cecoslovacchia da parte dell'Unione Sovietica, alcuni redattori della radio tornarono a casa, altri smisero di collaborare e la stazione, sottoposta al nuovo regime andò aventi per altri due anni ma poi chiuse definitivamente nel 1970.

## Influenza culturale
- La guerra delle onde - documentario diretto da Claudia Cipriani (2008)